# Riverview (Delaware)
|  | Dieser Artikel wurde aufgrund von inhaltlichen Mängeln auf der Qualitätssicherungsseite des Projektes USA eingetragen. Hilf mit, die Qualität dieses Artikels auf ein akzeptables Niveau zu bringen, und beteilige dich an der Diskussion! Eine nähere Beschreibung der zu behebenden Mängel fehlt. |

Riverview ist ein census-designated place (CDP) im Kent County im Bundesstaat Delaware der Vereinigten Staaten. Der Ort ist Teil der Dover Metropolitan Area und weist eine stetig wachsende Bevölkerung auf.

## Geographie
Riverview liegt im zentralen Teil des Kent County in der Nähe der Hauptstadt Dover. Die Gesamtfläche beträgt etwa 9,56 km², wovon 9,35 km² Land- und 0,21 km² Wasserfläche sind. Der Ort befindet sich rund 9 Meter über dem Meeresspiegel.

## Demografie
Laut der Volkszählung 2020 lebten in Riverview 2.458 Menschen. Das Medianalter betrug im Jahr 2023 etwa 56,2 Jahre. Die Bevölkerung setzte sich zuletzt wie folgt zusammen:
- 88,2 % Weiße (nicht-hispanisch)
- 3,9 % Personen mit zwei oder mehr Ethnien
- 3,6 % Hispanics oder Latinos
- 3,5 % Afroamerikaner

Das durchschnittliche Haushaltseinkommen lag bei etwa 85.833 US-Dollar, das Pro-Kopf-Einkommen bei rund 41.861 US-Dollar. Die Armutsquote betrug 7,2 %.

## Wirtschaft
Die wichtigsten Wirtschaftszweige in Riverview sind öffentliche Verwaltung, Fertigungsindustrie sowie Gesundheits- und Sozialdienste. Im Jahr 2023 waren etwa 1.100 Personen erwerbstätig. Die Pendelzeit zur Arbeit beträgt durchschnittlich 36 Minuten. Zwischen 2022 und 2023 verzeichnete der Ort ein Beschäftigungswachstum von 13,8 %.

## Bildung
Riverview wird durch zwei Schulbezirke abgedeckt:
- Der Lake Forest School District, der u. a. die Lake Forest High School betreibt
- Der Caesar Rodney School District, mit der Caesar Rodney High School

Die Einschulung erfolgt abhängig vom genauen Wohnort innerhalb des CDP.

## Geschichte

### Friedhof Riverview Cemetery
Ein historisch bedeutender Ort ist der Riverview Cemetery in Wilmington, der 1872 von mehreren Logen gegründet wurde. Der Friedhof wurde zunächst im Rasterstil von Hermann J. Schwarzmann entworfen und später durch Goldsmith C. Nailor erweitert.
Der Riverview Cemetery war einer der ersten vollständig integrierten Friedhöfe Delawares und wurde 2012 in das National Register of Historic Places aufgenommen. Dort befinden sich über 36.000 Gräber, darunter auch 35 Veteranen des Amerikanischen Bürgerkriegs.

### Freizeitpark (nahe Riverview)
In der Nähe von Riverview befand sich einst der Riverview Beach Amusement Park in Pennsville (New Jersey), der ursprünglich 1845 als Picknickplatz gegründet wurde. In den 1910er- bis 1960er-Jahren war er ein beliebtes Ausflugsziel für Besucher aus Philadelphia, bevor der Betrieb 1967 eingestellt wurde.

## Infrastruktur
Riverview besteht größtenteils aus Einfamilienhäusern, die ab den 1990er-Jahren errichtet wurden. Der Medianwert eines Hauses lag 2023 bei rund 287.700 US-Dollar, die Eigentümerquote betrug 100 %.

## Lebensqualität
Riverview gilt als sicherer Ort mit geringer Kriminalitätsrate und hoher Eigentümerquote. Allerdings sind die Einkaufsmöglichkeiten und die Anbindung an öffentliche Verkehrsmittel begrenzt. Der Ort erreichte auf dem Bewertungsportal AreaVibes 58 von 100 möglichen Punkten und rangiert damit im mittleren Bereich innerhalb Delawares.